# Mojynty
Mojynty (kasachisch Мойынты) ist eine Siedlung in Kasachstan. Sie liegt im Verwaltungsbezirk Schet im Süden des Qaraghandy-Gebiets.
Der Ort mit 2235 Einwohnern befindet sich 361 km von der Gebietshauptstadt entfernt.
Mojynty liegt an der Eisenbahnstrecke, die von Astana nach Berlik führt und die Südsibirische Eisenbahn mit der Turkestan-Sibirischen Eisenbahn verbindet. Im Bahnhof Mojynty zweigt eine Strecke nach Aqtoghai ab, die dort ebenfalls in die Turksib mündet.